# NGC 7617
NGC 7617 est une galaxie lenticulaire située dans la constellation des Poissons. Sa vitesse par rapport au fond diffus cosmologique est de 3 801 ± 27 km/s, ce qui correspond à une distance de Hubble de 56,1 ± 4,0 Mpc (∼183 millions d'al). NGC 7617 a été découverte par l'astronome prussien Heinrich Louis d'Arrest en 1864.
À ce jour, quatre mesures non basées sur le décalage vers le rouge (redshift) donnent une distance de 67,250 ± 29,989 Mpc (∼219 millions d'al), ce qui est à l'intérieur des valeurs de la distance de Hubble en raison de l'incertitude très grande. Notons aussi que c'est avec la valeur moyenne des mesures indépendantes, lorsqu'elles existent, que la base de données NASA/IPAC calcule le diamètre d'une galaxie et qu'en conséquence le diamètre de NGC 7617 pourrait être d'environ 43,1 kpc (∼141 000 al) si on utilisait la distance de Hubble pour le calculer.

## Groupe WBL 710
Un catalogue de 732 groupes de galaxies, rapprochés et pauvres en membres, a été publié en mai 1999 par Richard A. White, Mark Bliton, Suketu P. Bhavsar, Patricia Bornmann, Jack O. Burns, Michael J. Ledlow et Christen Loken.
La désignation employée pour les groupes de ce catalogue est WBL XXX, où XXX est le numéro du groupe. L'identification des galaxies est malheureusement toujours absente, mais la base de données NASA/IPAC permet souvent l'identification de celles-ci en entrant la requête WBL XXX-xx, où xx est un numéro allant de 1 jusqu'au nombre de galaxies du groupes. Le catalogue indique aussi les coordonnées du groupe et le nombre de membres de celui-ci.
Selon White et col., WBL 710 comprend six galaxies, soit NGC 7617, NGC 7619, NGC 7626, NGC 7631, PGC 71155, PGC 71159. A.M. Garcia place les galaxies NGC 7619, NGC 7626, ainsi que NGC 7631, dans le groupe de NGC 7619. Levy et coll. placent également NGC 7631, PGC 71159 et PGC 71155 dans ce même groupe. Selon Chandreyee Sengupta et coll., les galaxies NGC 7619, NGC 7626, NGC 7631 et PGC 71159 sont émettrices de rayon X et ce sont des membres du groupe de NGC 7619. Le tableau ci-dessous résume les propriétés de ces six galaxies. Toutes ces galaxies sont dans la constellation des Poissons, sauf NGC 7516 qui est dans la constellation de Pégase.
| Nom                    | Classification | Type                    | α (J2000.0)      | δ (J2000.0)     | Vitesse radiale (km/s) | Magnitude apparente | Distance (Mpc) | Dimension (kal) |
| ---------------------- | -------------- | ----------------------- | ---------------- | --------------- | ---------------------- | ------------------- | -------------- | --------------- |
| WBL 710-01 (NGC 7617)  | SA0^0^?        | lenticulaire            | 23h 20m 08.9733s | 08° 09′ 56.636″ | 4 172 ± 8 km/s         | 14,0                | 56,1           | 71              |
| WBL 710-02 (NGC 7619)  | E              | elliptique              | 23h 20m 14.5274s | 08° 12′ 22.525″ | 372 ± 5 km/s           | 11,1                | 50,0           | 143             |
| WBL 710-03 (NGC 7626)  | E pec?         | elliptique particulière | 23h 20m 42.5340s | 08° 13′ 00.959″ | 3 405 ± 4 km/s         | 11,1                | 44,8           | 142             |
| WBL 710-06 (NGC 7631)  | SA(r)b?        | spirale                 | 23h 21m 26.6872s | 08° 13′ 03.371″ | 3 756 ± 4 km/s         | 13,1                | 49,9           | 89              |
| WBL 710-04 (PGC 71159) | SB?            | spirale barrée ?        | 23h 21m 05.8057s | 08° 06′ 08.812″ | 3 873 ± 4 km/s         | -19,90              | 49,9           | 45              |
| WBL 710-05 (PGC 71155) | Sb-c           | spirale                 | 23h 21m 01.5972s | 08° 10′ 45.979″ | 4 217 ± 2 km/s         | -19,61              | 56,7           | 48              |

La distance de Hubble moyenne des galaxies de ce groupe est de 51,5 ± 4,4 Mpc (∼168 millions d'al).